# Giro di Lombardia 1911
Il Giro di Lombardia 1911, settima edizione della corsa, fu disputata il 5 novembre 1911, su un percorso totale di 232 km. Fu vinta dal francese Henri Pélissier, giunto al traguardo con il tempo di 7h34'30", alla media di 30,627 km/h, precedendo Giovanni Micheletto e Cyriel Van Hauwaert. 
Presero il via da Milano 74 ciclisti e 50 di essi portarono a termine la gara.

## Ordine d'arrivo (Top 10)
| Pos. | Corridore                 | Squadra                   | Tempo                     |
| ---- | ------------------------- | ------------------------- | ------------------------- |
| 1    | Henri Pélissier           | -                         | 7h34'30"                  |
| 2    | Giovanni Micheletto       | Bianchi                   | s.t.                      |
| 3    | Cyriel Van Hauwaert       | La Française-Diamant      | s.t.                      |
| 4    | 3 ciclisti a s.t. ex æquo | 3 ciclisti a s.t. ex æquo | 3 ciclisti a s.t. ex æquo |
| 7    | 5 ciclisti a s.t. ex æquo | 5 ciclisti a s.t. ex æquo | 5 ciclisti a s.t. ex æquo |